# Dollar de Rhodésie
Pour les articles homonymes, voir Dollar.
Le dollar est l'ancienne monnaie officielle de la Rhodésie entre 1970 et 1980, et a été remplacé par le dollar du Zimbabwe.

## Histoire monétaire
Le dollar, divisé en 100 cents, a été créé sur une idée du ministre des Finances rhodésien John Wrathall, le 17 février 1970, quelques semaines avant que la Rhodésie ne devienne une république ayant coupé ses relations diplomatiques avec les Britanniques. Cette nouvelle monnaie remplace la livre au taux de 2 dollars pour une ancienne livre. Le dollar, durant dix ans, va rester à parité avec le dollar américain et valant à l'origine la moitié d'une livre sterling, fut soutenu par le Gouvernement de Prétoria. Cette monnaie ne fut jamais totalement convertible, et se développa un marché des change parallèle, à part justement avec le rand en 1971 où il est à parité. Le 18 avril 1980, l'indépendance du Zimbabwe est reconnue par la communauté internationale, et la monnaie change de nom, devenant le dollar du Zimbabwe, avec un taux de conversion de 1:1.

## Émissions monétaires

### Pièces de monnaie
Les monnaies ont été dessinée par Tommy Sasseen pour les modèles suivants :
- Pièce de ½ et 1 cent en bronze, frappée entre 1970 et 1977 ;
- Pièce de 2½ cent en cupronickel, frappée en 1970 ;
- Pièce de 5 cents en cupronickel, frappée entre 1973, puis de 1975 à 1977 ;
- Pièces de 10 et 25 cents en cupronickel, frappées en 1975 ;
- Pièce de 20 cents en cupronickel, frappée entre 1975 et 1977.

### Billets de banque
La Reserve Bank of Rhodesia décide à partir de février 1970 de la fabrication de coupures portant des valeurs de 1, 2, 5 et 10 dollars.